# Козлов, Валентин Георгиевич
Валенти́н Гео́ргиевич Козло́в (1917—1993) — майор Советской Армии, участник Великой Отечественной войны, Герой Советского Союза (1945).

## Биография
Валентин Козлов родился 7 (по новому стилю — 20) августа 1917 года в городе Александрополь (ныне — Гюмри, Армения). После окончания шести классов школы работал на руднике в Кемеровской области в Ленинск-Кузнецке. Позднее, окончив школу фабрично-заводского ученичества, Козлов работал крановщиком на Кузнецком металлургическом комбинате, а впоследствии стал инструктором физкультуры. В 1939 году Козлов был призван на службу в Рабоче-крестьянскую Красную Армию. В 1940 году он окончил Новосибирскую военную авиационную школу пилотов. С июня 1941 года — на фронтах Великой Отечественной войны. Уже 25 июня 1941 года был сбит и попал в болото, но был спасён местными жителями и отправлен к госпиталь. За время войны три раза был ранен.
К апрелю 1945 года майор Валентин Козлов командовал эскадрильей 6-го бомбардировочного авиаполка 219-й бомбардировочной авиадивизии 4-го бомбардировочного авиакорпуса 2-й воздушной армии 1-го Украинского фронта. К тому времени он совершил 170 боевых вылетов на бомбардировку и воздушную разведку скоплений боевой техники и живой силы противника, нанеся тому большие потери.
Указом Президиума Верховного Совета СССР от 27 июня 1945 года за «образцовое выполнение боевых заданий командования на фронте борьбы с немецкими захватчиками и проявленные при этом мужество и героизм» майор Валентин Козлов был удостоен высокого звания Героя Советского Союза с вручением ордена Ленина и медали «Золотая Звезда» за номером 7578.
После окончания войны Козлов продолжил службу в Советской Армии. В 1954 году он окончил Высшие курсы усовершенствования офицерского состава. В 1956 году Козлов был уволен в запас. Проживал и работал в Ессентуках. Скончался 17 сентября 1993 года, похоронен в Ессентуках.
Был также награждён тремя орденами Красного Знамени, орденом Александра Невского, двумя орденами Отечественной войны 1-й степени, орденом Красной Звезды, рядом медалей.